# Баширу Салу
Баширу Салу (фр. Bachirou Salou, нар. 15 вересня 1970, Ломе) — тоголезький футболіст, що грав на позиції нападника за низку німецьких клубних команд та національну збірну Того.

## Клубна кар'єра
Народився 15 вересня 1970 року в Ломе. Починав займатися футболом на батьківщині у команді «Омніспорт Ломе», а пізніше опинився у камерунському клубі «Пантер Спортів».
1990 року перебрався до Німеччини, уклавши контракт із «Боруссією» (Менхенгладбах). Провів у її складі п'ять сезонів, взявши участь у 86 матчах чемпіонату. 1995 року допоміг команді здобути Кубок Німеччини.
У 1995–1998 роках грав за «Дуйсбург», після чого протягом сезону захищав кольори «Боруссії» (Дортмунд), а згодом виступав за «Айнтрахт», «Ганзу», «Алеманію» (Аахен) та бельгійський  «Ейпен».
Завершував ігрову кар'єру у німецькому нижчоліговому клубі «Капеллен-Ерфт» у 2005–2006 роках.

## Виступи за збірні
1987 року залучався до складу молодіжної збірної Того.
1993 року дебютував в офіційних матчах у складі національної збірної Того. У складі збірної був учасником Кубка африканських націй 1998 у Буркіна Фасо та Кубка африканських націй 2000 в Гані та Нігерії.
Загалом протягом шестирічної кар'єри в національній команді провів у її формі 19 матчів, забивши 7 голів.

## Титули і досягнення
- Володар Кубка Німеччини (1):

«Боруссія» (Менхенгладбах): 1994-1995